# Kavkazskij plennik
Kavkazskij plennik (em russo:  Кавказский пленник) é um filme de drama russo de 1996 dirigido e escrito por Sergei Bodrov. Foi indicado ao Oscar de melhor filme estrangeiro na edição de 1997, representando a Rússia.

## Elenco
- Oleg Menshikov – Sasha
- Sergei Bodrov, Jr. – Ivan (Vanya) Zhilin
- Dzhemal Sikharulidze – Abdul-Murat
- Susanna Mekhralieva – Dina
- Aleksandr Bureev – Hasan
- Valentina Fedotova – mãe de Ivan
- Aleksei Zharkov – Maslov